# Camel (band)

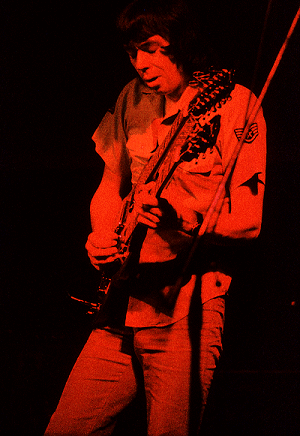
Andrew Latimer in 1976

Camel is een Britse progressieve rockband, die sinds 1971 bestaat. De band heeft talloze bezettingswijzigingen ondergaan, waarbij gitarist Andrew Latimer steeds de constante factor is gebleven.

## Geschiedenis
De groep ontstond in 1971, toen toetsenist Peter Bardens zich bij Andrew Latimer, Andy Ward en Doug Ferguson voegde in de groep "The Brew". De band veranderde de naam in "Camel" en gaf op 4 december van dat jaar in Waltham Forest Technical College hun eerste optreden, als voorprogramma voor Wishbone Ash. In augustus 1972 tekende de groep bij MCA Records, en in 1973 debuteerde de band met een titelloos debuutalbum. Camel was beïnvloed door bands als Genesis en Santana. Een aantal nummers was instrumentaal en de zangpartijen werden op de eerste albums afgewisseld.
Het eerste album was echter geen groot succes, en de groep stapte over naar Deram Records. Daar verscheen in 1974 het tweede album: Mirage. Dit wordt gekenmerkt door lange stukken, die de groep deels al jaren live speelde. De Europese hoes van het album is gebaseerd op het pakje van het sigarettenmerk Camel. Er is jarenlang gesproken en geprocedeerd of voor deze hoes copyright moest worden betaald. Voor de Amerikaanse markt werd een andere hoes gemaakt. Mirage was succesvoller dan het debuutalbum. De derde plaat, het conceptalbum Music Inspired By The Snow Goose, uit 1975 werd geïnspireerd door het boek "The Snowgoose" van de Britse schrijver Paul Gallico en is geheel instrumentaal. Gallico wilde niet geassocieerd worden met het sigarettenmerk Camel, vandaar dat de band de tekst Music Inspired By moest toevoegen. Het album betekende de doorbraak voor Camel. In 1976 verscheen Moonmadness, het laatste album in de originele bezetting.
In dat jaar ontstonden de eerste bezettingswisselingen. Saxofoonspeler Mel Collins, bekend van onder andere King Crimson, werd het vijfde bandlid. Bassist Richard Sinclair (ex-Caravan) verving in 1977 Ferguson, en nam ook de meeste vocalen voor zijn rekening. Het groepsgeluid ging meer in de richting van jazzrock. Met deze bezetting werd in 1977 het album Rain Dances uitgebracht. Op het album is Brian Eno op keyboards als gast te horen. Highways of the sun verscheen op single, maar hits zou de band nooit scoren. In 1978 ging de band met het album Breathless verder de kant van de jazzrock op. Voor de ondersteunende tournee vertrok Bardens, die vervangen werd door keyboardspelers Jan Schelhaas en Richards neef David Sinclair (beide eveneens ex-Caravan). De beide neven verlieten de band na de tour, en werden vervangen door Kit Watkins (ex-Happy The Man) en Colin Bass.
Met deze bezetting verschijnt het album I can see your house from here, geproduceerd door Rupert Hine. Het was het meest consistente album van de groep sinds lange tijd. Op deze plaat staat een van de lievelingsnummers van het Camelpubliek; het instrumentale Ice. De hoes zorgde voor problemen bij adverteerders, omdat hij een gekruisigde astronaut toonde, die de aarde overschouwt. Na een wereldtournee verliet Watkins de groep. In 1981 verscheen een tweede conceptalbum Nude, een plaat rond het door Latimers echtgenote Susan Hoover geromantiseerde verhaal over een vermiste Japanse militair, die niets heeft gemerkt van een vrede in 1945. Voor de tournee keerde Watkins even terug, daarna vertrok hij opnieuw.
Halverwege 1981 stopte Ward met drummen, vanwege alcohol-, drugproblemen en een zelfmoordpoging. Camel was feitelijk ter ziele, maar Decca oefende druk op de band uit om alsnog een hit uit te brengen. Uiteindelijk verscheen nog het album The Single Factor, dat een breuk met de progressieve roots betekende. Camel bestond nu uit Andrew Latimer met een aantal sessiemuzikanten, zoals Kit Watkins, Andy Dalby, Chris Rainbow, Stuart Tosh en David Paton.

Latimer vermeldde op de elpeehoes eufemistisch dat Ward niet kon meedoen wegens een verwonding aan zijn hand. Ward had echter zijn pols doorgesneden.
Eind 1983 vertrok Watkins opnieuw. In die periode raakten de bandleden verwikkeld in juridische problemen met hun manager die enkele jaren zouden aanhouden.
In 1984 verscheen het album Stationary Traveller. Dit was wederom een concept-album, deze keer over de Berlijnse Muur. Aan het album werkten onder andere Paul Burgess (drums) en Ton Scherpenzeel (toetsen) mee. Richie Close voegde zich bij Camel op tournee. De openingstrack Pressure Points werd de titel van de livealbum-video-dvd met onder andere een heavy versie van Rhayader goes to town.
Andrew Latimer verhuisde in de jaren negentig, toen de rechtszaak beëindigd was, naar de Verenigde Staten, alwaar hij jaren werkte aan Dust and Dreams dat in 1991 verscheen. Het was gebaseerd op "The Grapes of Wrath" van John Steinbeck. Mickey Simmonds, Burgess en Bass maakten deel uit van de band. De cd werd in eigen beheer uitgebracht, maar was relatief succesvol. In 1993 verscheen na een tournee het dubbele live-album 'Never Let Go'. Camel Productions zou daarna nog vele live-cd's uitbrengen (On the road 1972,1981 en 1982, Coming of age 1998 en Paris collection in 2001). Elke cd heeft daarna een andere bezetting met uitzondering van trouwgediende Colin Bass.
Latimer werkte aan het album Harbour of Tears vooral alleen, maar nam het op onder de naam Camel. De naam van het album kwam van de bijnaam van de Ierse havenplaats Cobh, vanwaar veel migranten vertrokken om hun heil in de VS te zoeken. In 1997 toerde de groep met Bass, Foss Patterson en Dave Stewart. De dubbele live-cd en dvd Coming of Age resulteerde hier uit.
In 1999 verscheen het rustige album Rajaz, opgenomen door Latimer, Stewart, Bass samen met Ton Scherpenzeel, die ook al op Stationary Traveller de toetsen voor zijn rekening nam. Voor de tournee vertrok drummer Dave Stewart. Hij werd vervangen door de Canadees Denis Clement. Voor de tour van 2000 kwam ook keyboardspeler Guy LeBlanc erbij, aangezien Ton Scherpenzeel vanwege zijn vliegangst niet mee kon. In 2001 toerden Latimer, Bass, LeBlanc en Clement door Zuid-Amerika.
In 2003 verscheen A Nod and a Wink, een album dat voor het eerst in jaren weer het werk is van een volledige band. Het album brengt een hulde aan de progressieve-rockbands uit de jaren zeventig. Guy LeBlanc is medeverantwoordelijk voor twee tracks. Na vele zware tournees de voorgaande jaren werd de tournee van 2003 aangekondigd als Camels laatste tournee. Hoewel Latimer albums onder de naam Camel wil blijven uitbrengen, wil hij vanwege de hoge kosten stoppen met liveoptredens. Later blijken medische problemen voor Andrew Latimer mee te wegen. Kort voor de laatste tournee moest Guy LeBlanc afzeggen, nadat zijn vrouw een hartaanval had gekregen. In de VS nam Tom Brislin zijn plaats in. LeBlanc overlijdt in 2015 aan nierkanker. Ton Scherpenzeel vervangt hem in Europa.
Oertoetsenist Bardens overleed in 2002. De dvd Curriculum Vitae (2003) geeft een overzicht van de gehele carrière. In 2006 keerde Latimer terug naar het Verenigd Koninkrijk, met de bedoeling nieuwe Camel-albums uit te brengen vanuit zijn huis, en om samen te werken met oude vrienden, zoals oud-bandleden Andy Ward en Doug Ferguson. Ward en Ferguson zijn samen met Latimer te horen in de jam Left Luggage op de dvd Footage. In 2010 verschijnt een live-dvd van de Farewell Tour en is Andrew Latimer te horen op een cd van David Minasian.
Camel keerde in het najaar 2013 terug in de spotlights. Na de Farewell Tour in 2003 liet de band niets meer van zich horen. Dit kwam mede door de strijd tegen kanker die Andrew Latimer jarenlang voerde. Latimer heeft de ziekte overwonnen en ging dus in oktober 2013 samen met Colin Bass (bass, vocals), Denis Clement (drums), Guy LeBlanc (keyboards) en Jason Hart (keyboards) weer de planken op voor elf concerten binnen twee weken. Ton Scherpenzeel keerde in 2014 ook terug voor een aantal concerten.
In 2019 verscheen De cd, dvd en blu-ray van het concert in the Royal Albert Hall van 17 september 2018. Hierop speelt de blinde Pete Jones toetsen en saxofoon.

## Bezetting

### Recente bezetting
- Andrew Latimer - gitaar, zang, fluit, blokfluit, toetsen (1972-)
- Colin Bass - basgitaar, zang (1979-1981, 1991-)
- Denis Clement - drums, percussie (2000-2003 / 2013-)
- Pete Jones - keyboards, zang, saxofoon, low penny whistle (2016-)

### Oud-leden
- Ton Scherpenzeel - keyboards (1984, 1991, 1999, 2014-2015)
- Doug Ferguson - bas (mei 1972-1977)
- Peter Bardens - keyboards (1972-1978)
- Andy Ward - drums, percussie (1972-1982)
- Richard Sinclair - bas, zang (1977-1979)
- Mel Collins - saxofoon, fluit (1977-1979)
- Jan Schelhaas - keyboards (1978-1980)
- Kit Watkins - keyboards, fluit (1979-1980)
- Guy LeBlanc - keyboards, zang (2000-2003 / 2013-2015)
- Dave Stewart - drums, percussie (1997-2000)

### Overige muzikanten en gastmuzikanten
- David Paton - bas, zang (1982, 1991, 1996)
- Duncan Mackay - keyboards (1980-1982)
- Chris Green - cello (1980)
- Gasper Lawal - percussie (1980)
- Herbie Flowers - tuba (1980)
- Graham Jarvis - percussie (1982) (studiomuzikant)
- Dave Mattacks - drums (1982)
- Chris Rainbow - zang, keyboards(1982-1984)
- Haydn Bendall - keyboards (1982-1984)
- Francis Monkman - keyboards (1982)
- Tristan Fry - glockenspiel (1982)
- Jack Emblow - accordeon (1982)
- Paul Burgess - drums, percussie (1984, 1991)
- Mae McKenna - zang (1991, 1996)
- Christopher Bock - drums (op het album Dust and Dreams)
- Don Harriss - keyboards (1991)
- Neil Panton - hobo (1991)
- Kim Venaas - pauk, harmonica (1991)
- John Burton - hoorn (1991, 1996)
- Mickey Simmonds - keyboards (1991, 1996)
- John Xepoleas - drums (1996)
- Neil Panton - hobo, sopraansax, harmonium (1996)
- Barry Phillips - cello, (1996, 1999)
- Karen Bentley - viool, (1996)
- Anita Stoneham - viool, (1996)
- Foss Patterson - keyboards (1996)
- Terry Carelton - drums, percussie, zang (2003)
- JR Johnston - zang (2003)
- Tim Brislin - keyboards (2003)
- Jason Hart - keyboards (2013-)

## Discografie

### Lp's/cd's
- 1973 - Camel
- 1974 - Mirage
- 1975 - Music Inspired by The Snow Goose
- 1976 - Moonmadness
- 1977 - Rain Dances
- 1978 - A Live Record
- 1978 - Breathless
- 1979 - I Can See Your House from Here
- 1981 - Nude
- 1982 - The Single Factor
- 1984 - Stationary Traveller
- 1984 - Pressure Points
- 1991 - Dust and Dreams
- 1992 - On The Road 1972 (live)
- 1993 - Never Let Go (live, 5 september 1992, Enschede, NL)
- 1994 - On The Road 1982 (live)
- 1996 - Harbour Of Tears
- 1997 - On The Road 1981 (live)
- 1998 - Coming Of Age (live, 13 maart 1997, Billboard, Los Angeles, USA)
- 1999 - Rajaz
- 2000 - Gods Of Light (live)
- 2001 - The Paris Collection (live, 30 oktober 2000, Bataclan-Club, F)
- 2002 - A Nod And A Wink
- 2013 - The Snow Goose
- 2019 - Camel at the Royal Albert Hall (Moonmadness-toer)
- 2019 - Kosei Nenkin Hall, Tokyo, 27 januari 1980
  - opnamen van genoemd concert met tracks 1. Echoes (7:30), 2. Hymn to her (5:31), 3. Neon magic (4:41), 4. Rhayader/Rhayader goes to town/Migration/Preparation/Dunkrik (12:19), 5. Wait (4:56), 6. Nobody knows (6:11)
  - musici: Andy Latimer, Colin Bass, Andy Ward, Jan Schelhaas, Kit Watkins
  - Nobody knows is een arrangement van Neil Larsen Jungle fever

### Compilaties
- 1981 - Chameleon - The Best Of Camel
- 1986 - A Compact Compilation
- 1986 - The Collection
- 1991 - Landscapes
- 1993 - Echoes
- 1997 - Camel - Master Series (25th Anniversary Compilation)
- 2001 - Lunar Sea

### Singles
- 1973 - Curiosity/Never Let Go
- 1975 - Flight Of The Snow Goose/Rhayader
- 1975 - The Snow Goose
- 1976 - Another Night/Lunar Sea (Live Version)
- 1977 - Highways Of The Sun (edit)/Tell Me
- 1980 - Remote Romance/Rainbow's End/Tell Me
- 1980 - Your Love Is Stranger Than Mine/Neon Magic
- 1981 - Lies (edit)/Changing Places
- 1982 - No Easy Answer
- 1982 - Selva/Camelogue
- 1984 - Long Goodbyes
- 1984 - Cloak And Dagger Man/Pressure Points

### Dvd's
- 2002 - Coming Of Age (live, 13 maart 1997, Billboard, Los Angeles, USA)
- 2003 - Pressure Points (live,11 mei 1984, Hammersmith Odeon, London, GB)
- 2003 - Curriculum Vitae
- 2004 - Footage
- 2005 - Footage II
- 2006 - Total Pressure (live,11 mei 1984, Hammersmith Odeon, London, GB extended!)
- 2007 - Moondances (live, 14 april 1976, Hammersmith Odeon, London, GB, 22 september 1977, Hippodrome, Golders Green, London, GB)
- 2010 - The Opening farewell ("live, The Catalist, Santa Cruz, California")
- 2014 - In from the cold (live at Barbican, London 28 oktober 2013)
- 2017 - Ichigo Ichie - Camel Live in Japan
- 2019 - Moonmadness - Royal Albert Hall

## Luisterfragmentjes
Op www.progarchives.com (Mp3)